# Fase planetaria de la civilización
La fase planetaria de la civilización es un concepto definido por el Grupo de Escenarios Globales (GSG), una organización medioambiental que se especializa en análisis de escenarios y predicción. La organización afirma que la creciente interdependencia global y los riesgos, como cambio de clima, están llevando el mundo a un sistema socio-ecológico unitario. Esta condición sin precedentes señala un cambio histórico del periodo de modernidad, caracterizado por estados soberanos, crecimiento perenne de la población y las economías, los recursos abundantes, y desatención para los impactos medioambientales. La fase planetaria tiene muchas manifestaciones: globalización económica, desestabilización biosférica, migración masiva, instituciones globales nuevas (como las Naciones Unidas y la Organización Mundial del Comercio), el Internet, nuevas formas de conflictos transfronterizos, y cambios en la cultura y la consciencia. Otros consideran cada uno de estos fenómenos por separado, pero dan poca credibilidad a la teoría de un cambio holístico en la dinámica histórica.

## Trasfondo
La idea de la fase planetaria de la civilización descansa sobre extensivo estudio sociológico y antropológico hecho por el GSG. En 1995 el GSG examinó futuros verosímiles alternativos mediante la observación tendencias en los cambios sociales de diversos ámbitos.  Sus escenarios, publicados en una serie de ensayos, ha sido utilizado en numerosos estudios regionales, lugareños, y globales que incluyen las Perspectivas del Medio Ambiente Mundial (GEO) del Programa de las Naciones Unidas para el Medio Ambiente (UNEP). El Grupo de Escenarios Globales sintetizó sus descubrimientos para una audiencia no técnica en el ensayo La Gran Transición: La promesa y la atracción del futuro. Un artículo de octubre de 2005 en la revista Monthly Review titulado “Organizar la revolución ecológica” describió la actual "crisis medioambiental global" y los esfuerzos del GSG como “el intento más ambicioso hasta el momento para llevar a cabo una valoración tan amplia” de nuestra situación ecológica actual y situación futura.

## Transiciones históricas
En una perspectiva histórica, para el GSG la fase planetaria de la civilización se ve como la tercera transición significativa en la civilización.  Aunque la historia es compleja y difícil de dividir en eras discretas,  ellos argumentan que un panorama ancho revela dos macro-cambios más tempranos en la cultura y la sociedad humanas: cambios de la Edad de Piedra a la Civilización Temprana y luego de la Civilización Temprana a la Era Moderna.  Cada transición trajo un salto en la complejidad de sociedad, como se puede ver en los cambios en la organización social, la economía, y las comunicaciones. La Edad de Piedra se caracterizó por tribus y pueblos, con economías de caza y recolección, y lengua hablada como el medio de comunicación.  El cambio a la Civilización Temprana trajo ciudades-estado y reinos más estructurados, agricultura sedentaria, y escritura. Del mismo modo, la fase planetaria significa que la organización social, la economía, y las comunicaciones alcanzarán el nivel global. Además, a diferencia de transiciones previas, la fase planetaria marca una nueva era geológica, el Antropoceno, en la que la actividad humana se convierte en el principal impulsor de cambios al sistema de la Tierra.
En el libro La gran transición: La promesa y la atracción del futuro, el GSG argumenta que las transiciones históricas parecen acelerarse, con menos longevidad de cada período sucesivo que con la anterior. Así, la duración de la Edad de Piedra era en el orden de 100,000 años; la Civilización Temprana - 10,000; y la Modernidad - 1,000. Afirman que si la fase planetaria toma forma en los próximos 100 años, el patrón de aceleración continuaría.
El GSG argumenta que, mientras la historia ha introducido en la fase planetaria, la forma definitiva de civilización global resta profundamente incierta. El grupo explora futuros alternativos a través de análisis de escenarios, agrupando las posibilidades a tres tipos de escenarios: Mundos
Convencionales, Barbarización y Gran Transición. Los Mundos Convencionales suponen la persistencia de instituciones y valores culturales actualmente dominantes, donde el mundo intenta hacer frente a los retos a través de adaptaciones del mercado espontáneo o cambios incrementales de las políticas gubernamentales. El GSG encuentra los llamados Mundos Convencionales un camino altamente arriesgado en la fase planetaria, un camino que podría llevar a alguna forma de devolución social ("Barbarización"). Así, el GSG contiende que el escenario más deseable sería una Gran Transición que incorpora instituciones nuevas para promover sostenibilidad medioambiental, equidad social, y estilos de vida, una vez alcanzado un nivel suficiente de prosperidad material, que enfatiza cumplimiento cualitativo más que consumo cuantitativo. Estos cambios serían arraigados en la ascendencia de un nuevo conjunto de valores – solidaridad, ecología, bienestar – que gradualmente desplazaría la tríada modernista de individualismo, dominación de naturaleza, y consumismo. El cambio político y cultural previsto en este escenario, sin embargo, depende de la aparición de un movimiento de ciudadanos global como un actor potencial para contrarrestar el poder de empresas transnacionales, gobiernos estatales, y valores dominantes.

## Lectura adicional
- Raskin, Paul. Journey to Earthland: The Great Transition to Planetary Civilization. Tellus Institute, 2016, ISBN 978-0-9978376-0-5
- Ankerl, Guy. Coexisting Contemporary Civilizations: Arabo-Muslim, Bharati, Chinese, and Western. Geneva: INUPRESS, 2000. ISBN 2-88155-004-5
- Kelly, Sean M. Coming Home: The Birth & Transformation of the Planetary Era. Aurora, CO: Lindisfarne Books, 2010. ISBN 1-58420-072-3
- Mickey, Sam. On the Verge of a Planetary Civilization: A Philosophy of Integral Ecology. 2014. ISBN 1-78348-136-6, 1-78348-137-4
- Boff, Leonardo. Nueva era: La civilización planetaria. Desafíos a la sociedad y al cristianismo. Tapa blanda, 1995. ISBN 9788481690859